# Wsiewołod Rożdiestwienski
Wsiewołod Aleksandrowicz Rożdiestwienski, ros. Всеволод Александрович Рождественский (ur. 29 marca?/10 kwietnia 1895 w Carskim Siole, zm. 31 sierpnia 1977 w Leningradzie) – rosyjski poeta wywodzący się z nurtu akmeizmu. Uczestnik II wojny światowej, gdzie służył jako korespondent wojenny na frontach Leningradzkim, Wołchowskim oraz Karelskim. Odznaczony Orderem Czerwonego Sztandaru Pracy oraz Medalem Za zasługi bojowe. Pochowany na Literackich mostkach Cmentarza Wołkowskiego.